# Naturschutzgebiet Erlenbruchwald und Landwehr in der Leucht
Koordinaten: 51° 33′ 18″ N, 6° 31′ 16″ O
Das Naturschutzgebiet Erlenbruchwald und Landwehr in der Leucht liegt auf dem Gebiet der Gemeinde Alpen und der Stadt Kamp-Lintfort im Kreis Wesel in Nordrhein-Westfalen. Das Gebiet erstreckt sich südlich des Kernortes Alpen. Unweit nördlich verläuft die A 57.

## Bedeutung
Für Alpen und Kamp-Lintfort ist seit 2009 ein 2,29 ha großes Gebiet unter der Kenn-Nummer WES-093 als kleinstes Naturschutzgebiet im Kreis Wesel ausgewiesen.